# Boissy-le-Repos
Boissy-le-Repos je francouzská obec v departementu Marne v regionu Grand Est. Žije zde 233 obyvatel.

## Geografie

### Sousední obce
| Růžice kompasu |                          | Vauchamps       |                   | Růžice kompasu |
| Růžice kompasu | Bergères-sous-Montmirail | Sever           | Le Thoult-Trosnay | Růžice kompasu |
| Růžice kompasu | Bergères-sous-Montmirail | Boissy-le-Repos | Le Thoult-Trosnay | Růžice kompasu |
| Růžice kompasu | Bergères-sous-Montmirail | Jih             | Le Thoult-Trosnay | Růžice kompasu |
| Růžice kompasu | Le Gault-Soigny          | Charleville     | Corfélix          | Růžice kompasu |